# 複都制
複都制（ふくとせい）とは、国家に複数の都を置く制度。広大な領土を有する国に多く採用される。都が2つの場合は両都制（りょうとせい）、両京制（りょうけいせい）ともいう。

また、国家の首都機能を複数の都市に置く制度を指すこともある。

## 概要
中央集権国家の複都制では、皇帝が常住する都を上京、上都、京城、皇都、京師などといい、その他の都を陪都（ばいと）、留都（りゅうと）などという。しかし、陪都に対応する語句は西洋になく、これは東洋的なものとされ、陪都制（ばいとせい）と呼ばれる。日本史で言われる難波遷都などは、正確には天皇の陪都巡守や皇都昇格であり、都を移す遷都とは異なる。
皇帝が陪都に滞在し、皇帝不在の皇都で国政をみさせるために代理を置くときは、権限を制限したうえで太子を置いたり（太子監国の制）、信頼の厚い重臣などの有力者を置いたりした（留守官の制）。

## 日本の複都制
古代の日本では唐を強く意識して複都制が採られ、王権発祥の地である奈良盆地と同時に水運の要衝である大阪湾岸や琵琶湖岸にも都が置かれたが、793年（延暦12年）に桓武天皇により永らく陪都であった難波宮が廃され平安京に一本化された。
- 孝徳天皇が難波宮に移ったとき、そして天智天皇が近江大津宮に移ったときにも飛鳥の京（倭京）は保存されており、それぞれ飛鳥との二都であった。[2]
- 天武天皇は683年（天武天皇12年）に「凡そ都城宮室は一処にあらず、必ず両参を造らん。故に先ず難波を都とせんと欲す。」と詔し、難波を飛鳥とともに都とした。
- 聖武天皇は平城京・難波京の他に、泉川を挟む形で恭仁京の造営を計画した（ただし平城京の大極殿と歩廊を恭仁京に移築しており、難波との二都の計画とも考えられる）。これは当時洛水をまたいで造営されていた唐の洛陽城に倣ったものと考えられる。
- 淳仁天皇は平城・難波に加え、北京として保良京を設けた。これは唐の北京太原に倣ったものと思われる。761年（天平宝字5年）造営された保良京は間もなく廃された。
- 称徳天皇は由義宮を造営し西京としたが、これもすぐに廃された。
- 明治維新時に江戸を東京と改名し奠都による京都との両京制とした（東京奠都、留守官を参照）[3][4]。

## 中国の複都制
中国の複都制は都市国家時代の周に始まる。渭水流域の盆地である関中に起こった周は東方の華北平原諸国の盟主であった商（殷）を滅ぼすと、東方諸国を支配する拠点としてこの平原への出口である洛水流域の要衝に洛陽を建設して、後の長安の前身となる関中の鎬京と洛陽の二つの拠点から臣従する都市国家諸侯に盟主として臨んだ。
関中から起こり、中原諸侯の国際社会を征服し統一王朝を拓いた秦は短期間で崩壊したが、それを襲って長期に安定した統一王朝となった前漢は長安を首都とするとともに洛陽を複都として統治を行った。しかし、前漢崩壊後に豪族の連合政権として再生した後漢は、関中を出て洛陽に重心を移した統治を行った。
漢朝の統一が失われたのちの南北朝時代、北周は政権中枢の軍事力の集結する関中の長安を都とし、東方の華北平原への出口に位置する洛陽を穀倉地帯からの物資を集積する陪都とする複都制をとった。隋もこれを引き継ぎ、唐の723年（開元11年）には、長安・洛陽（東都）両都に北都としてオルドス地方や黄土高原北部の遊牧地帯の騎馬軍事力を扼する汾水流域の太原を加え三京になった。757年（至徳2載）には更に西域を望む関中渭水盆地西端の鳳翔（西京）、穀倉地帯として重要な四川盆地の成都（蜀郡）が加えられ五京を持つに至ったが、この2都は間もなく廃された。これらの中でも華北平原や江南の穀倉地帯の物産が集積される洛陽は、食糧に乏しい長安に比べて食糧が豊富なため、皇帝は皇太子に長安で監国させ、たびたび洛陽に巡幸した。特に武則天はその治世の間は長安にほとんど行かず洛陽の都に住んでいた。このように洛陽は重要な陪都として長安と並び両京と称された。
その後、周辺遊牧王国であった渤海に倣い、征服王朝である遼や金は、根拠地である遊牧地域と征服下においた漢民族の地域を統治するのに複数の統治機構を構成する目的などから、五京制などを採用し多数の統治拠点をおいた。モンゴル帝国の皇帝直轄政権として成立した元では遊牧国家の伝統に則り皇帝は直轄の遊牧軍団と共に夏営地に設けられた夏都の上都と冬営地に設けられた冬都の大都の間の広大な首都圏を季節巡回した。
元朝を華北から締め出した明では当初建国地の南京応天府から全国を統治していたが、1402年（建文4年）に靖難の変で勝利した燕王の朱棣が永楽帝として即位すると、1403年（永楽元年）に自らの根拠地であった旧大都の北平を都に定め、1421年（永楽19年）北京順天府と改称して、北元やその後のタタール部などと対峙する前線基地として最も重要な北京を主都とし、南京応天府を副都として残した複都制に移行した。マンチュリアから興った清は建国の地である盛京と共に、征服した中華世界を統治するために明の北京・南京の首都機能を継承した。
王朝時代の中国は王朝の本拠地と征服地の双方の統治、軍事力と統治権力の首都機能と経済力の首都機能の両立、遊牧国家の影響などから複都制が盛んであった。
1912年に成立した中華民国は当初北京（北京政府）、次いで1928年に成立した南京国民政府（蒋介石政権）は南京を首都としたが、1937年に日中戦争で首都南京を放棄した際には、一時的に首都機能を移した重慶を陪都と称した。蒋介石政権は1945年に戦争の勝利で南京に帰還した後、1949年に国共内戦の敗北で中国本土を脱出して台湾の台北市に首都機能を移したが、その後もあくまで南京が法的な首都で、台北は臨時首都、ないし中央政府の臨時所在地だった。しかし、内戦に勝利して北京を単独の首都と定め、南京は江蘇省の省都とした中華人民共和国による中国本土の統治が固定化し、中華民国の「台湾化」が進むと、台北を事実上の首都としてみなす見解が国内で定着していった（中華民国の首都）。いずれにしても、中華民国の首都機能は台北に集約されており、複都制は採られていない。

### 北宋
北宋は、次の4つの都を置く四京制を敷いた。
- 東京開封府（現在の開封市）
- 西京河南府（洛陽市）
- 南京応天府（河南省商丘市）
- 北京大名府（河北省邯鄲市大名県）

### 遼
遼は、国土を次の五道に分け、それぞれに副都を置いた。
- 上京臨潢府（現在のバイリン左旗南波羅城）
- 東京遼陽府（遼陽市）
- 中京大定府（赤峰市の南、河北省との境あたり）
- 南京析津府（北京市）
- 西京大同府（大同市）

### 金
金は、遼の五京制を継承、1138年(天眷元年)、会寧府を「上京会寧府」とし、遼の「上京臨潢府」を「北京臨潢府」に改称、北宋の首都であった開封を「汴京開封府」として、七京とした。 1150年(天徳2年)、臨潢府から京号を除く。1153年(天徳5年)会寧府から燕京に遷都、会寧府の京号を除き、「南京析津府」を「中都大興府」に改称、これに伴い、「中京大定府」を「北京大定府」に改称、又、「汴京開封府」を「南京開封府」に改称し、五京とした。1173年(大定13年)に会寧府を再び「上京会寧府」に戻し、以降、滅亡まで六京制であった。
- 上京会寧府（現在の黒竜江省ハルビン市阿城区白城）
- 北京臨潢府（遼の上京臨潢府を継承、1150年京号を除く）
- 東京遼陽府（遼の京を継承）
- 北京大定府（遼の中京大定府を継承）
- 中都大興府（遼の南京析津府を継承）
- 西京大同府（遼の京を継承）
- 南京開封府（開封市）

### 渤海
渤海では、次の五京が置かれた。
- 上京龍泉府（現在の黒竜江省牡丹江市寧安市渤海鎮）
- 東京龍原府（吉林省琿春市八連城）
- 中京顕徳府（吉林省和竜市）
- 南京南海府（北朝鮮清津市付近）
- 西京鴨緑府（吉林省臨江市）

## 朝鮮の複都制

### 高麗
高麗王朝は、正都開京（開城）に、東京（慶州）、西京（平壌）を加え三京とした。8代顕宗の時代の1010年に、南京（漢城、現在のソウル）を加え四京とした。

## ローマ帝国の複都制
2世紀後半、ローマ帝国ではディオクレティアヌス帝の時代に帝国の行政区画が東西に分けられ、2人の正帝と2人の副帝によって四分統治された。これにより各皇帝が拠点を置いたニコメディア（イズミット）、シルミウム、メディオラヌム（ミラノ）、アウグスタ・トレヴェロールム（トリーア）が各地方の実質的な首都となったが、名目的には元老院のあるローマが帝国全体の首都とされた。その後、西方正帝コンスタンティヌス1世が帝国を統一して東方に新都コンスタンティノポリスを建てた後も、ローマは「唯一の都」として帝国の名目的な首都の座を保持した。
395年には、東帝テオドシウス1世（西帝は形式的に幼い次男ホノリウス）の死により長男アルカディウスが東帝とされ、東西皇帝の拠点が東のコンスタンティノポリスと西のメディオラヌム（後にラヴェンナへ遷都）とに置かれ、ラテン語圏とギリシア語圏となる東西二分が進むことになった。

## 関連文献
- 瀧川政次郎 『京制並に都城制の研究』法制史論叢第二冊、角川書店、1967年（昭和42年）。
- 喜田貞吉 『喜田貞吉著作集5　都城の研究』 平凡社、1979年（昭和54年）。
- 角田文衛 『ヨーロッパ古代史論考』 平凡社、1980年（昭和54年）。
- 岸俊男 『日本古代宮都の研究』 岩波書店、1988年（昭和63年）。
- 山田邦和 「福原京に関する都城史的考察」『長岡京古文化論叢』2、三星出版、1992年（平成4年）。